# 吉田雪乃
吉田 雪乃（よしだ ゆきの、2003年1月29日 - ）は、日本の女子スピードスケート選手。岩手県盛岡市出身。岩手県立盛岡工業高等学校卒業。株式会社寿広所属。

## 経歴
2020年ローザンヌユースオリンピックの女子500mで銅メダル、NOC混合チームスプリントで金メダルを獲得。
2022年世界ジュニアスピードスケート選手権大会の女子500mで銀メダル、 女子1000mで金メダル獲得。
2024年11月22日、ワールドカップ第1戦の女子500mで37秒74で初優勝を果たした。

## 自己最高記録
参照
- 500m 37,74（2024年11月22日、長野）
- 1000m 1.15,90（2024年10月27日、長野）
- 1500m 2.08,22（2020年11月6日、帯広）
- 3000m 4.43,97（2022年10月2日、八戸）